# Вейденбаум, Александр Густавович
Алекса́ндр Гу́ставович Вейденба́ум (1 [13] января 1840, Санкт-Петербург — 1909, Москва) — русский инженер-архитектор, московский губернский архитектор и московский губернский инженер. Академик архитектуры

## Биография
Родился в Санкт-Петербурге 1 января 1840 года в семье врача. Старший брат этнографа Е. Г. Вейденбаума и натуралиста Г. Г. Вейденбаума. Учился в Пятой Санкт-Петербургской гимназии. В 1852—1859 годах учился в Петербургском строительном училище, окончил его со званием архитекторского помощника и чином X класса. В 1859—1865 годах служил в Витебске в Строительном и дорожном комитете; одновременно являлся представителем Санкт-Петербургского страхового общества. В 1865 году получил звание инженера-архитектора, в том же году начал служить младшим архитектором Строительного отделения Витебского Губернского правления. В 1871—1876 годах служил в Санкт-Петербурге в Техническо-строительном комитете МВД. Одновременно работал заместителем участкового архитектора И. А. Мерца, состоял секретарём комиссий по проектированию городской сети конно-железной дороги и по рассмотрению конкурсных проектов Литейного моста, служил архитектором Балтийского завода и Русского страхового от огня общества.
В 1876 году назначен московским губернским архитектором. Состоял членом строительных комиссий по устройству в Кремле памятника Императору Александру II, достройке здания Императорского исторического музея, постройке здания конторы государственного банка, переустройству дома генерал-губернатора и других. Состоял членом комитета Общества попечения о неимущих и нуждающихся в защите детях, участковым попечителем и архитектором этого Общества. В 1908 году назначен московским губернским инженером, в 1909 году уволен. Скончался в Москве в 1909 году.
Жил в Москве в Скатертном переулке, 7 (дом не сохранился).

## Проекты и постройки
- 1871 — здание конюшен, Санкт-Петербург, Матисов переулок, 4;
- 1874 — доходный дом, совместно с М. А. Канилле, Санкт-Петербург, улица Союза Печатников, 7;
- 1875—1877 — жилой дом Почтового ведомства, совместно с А. С. Эрбером, Санкт-Петербург, Почтамтский переулок, 2 — улица Якубовича, 10;
- 1877—1879 — перестройка Бутырской пересыльной тюрьмы, по проекту архитектора А. Ф. Шимановского, Москва, Новослободская улица, 45 (перестроена);
- 1882—1883 — Лубянский пассаж, Москва, Лубянская площадь (не сохранился);
- 1884 — Храм иконы Божией Матери «Знамение» в Аксиньине, Москва, Фестивальная улица, 6;
- 1880-е — 1890-е — Балашихинская хлопкопрядильная фабрика и посёлок при ней, Балашиха, Советская улица, 36.

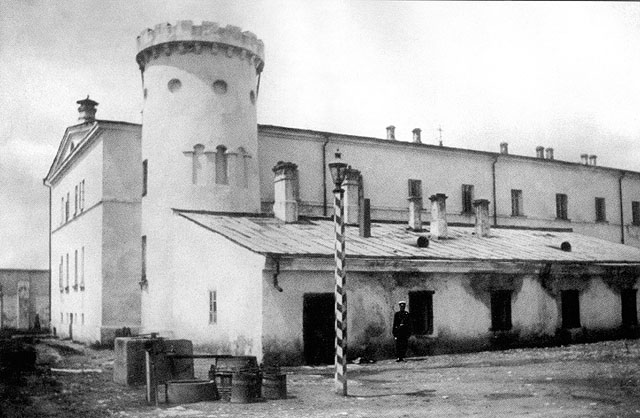
Бутырская пересыльная тюрьма
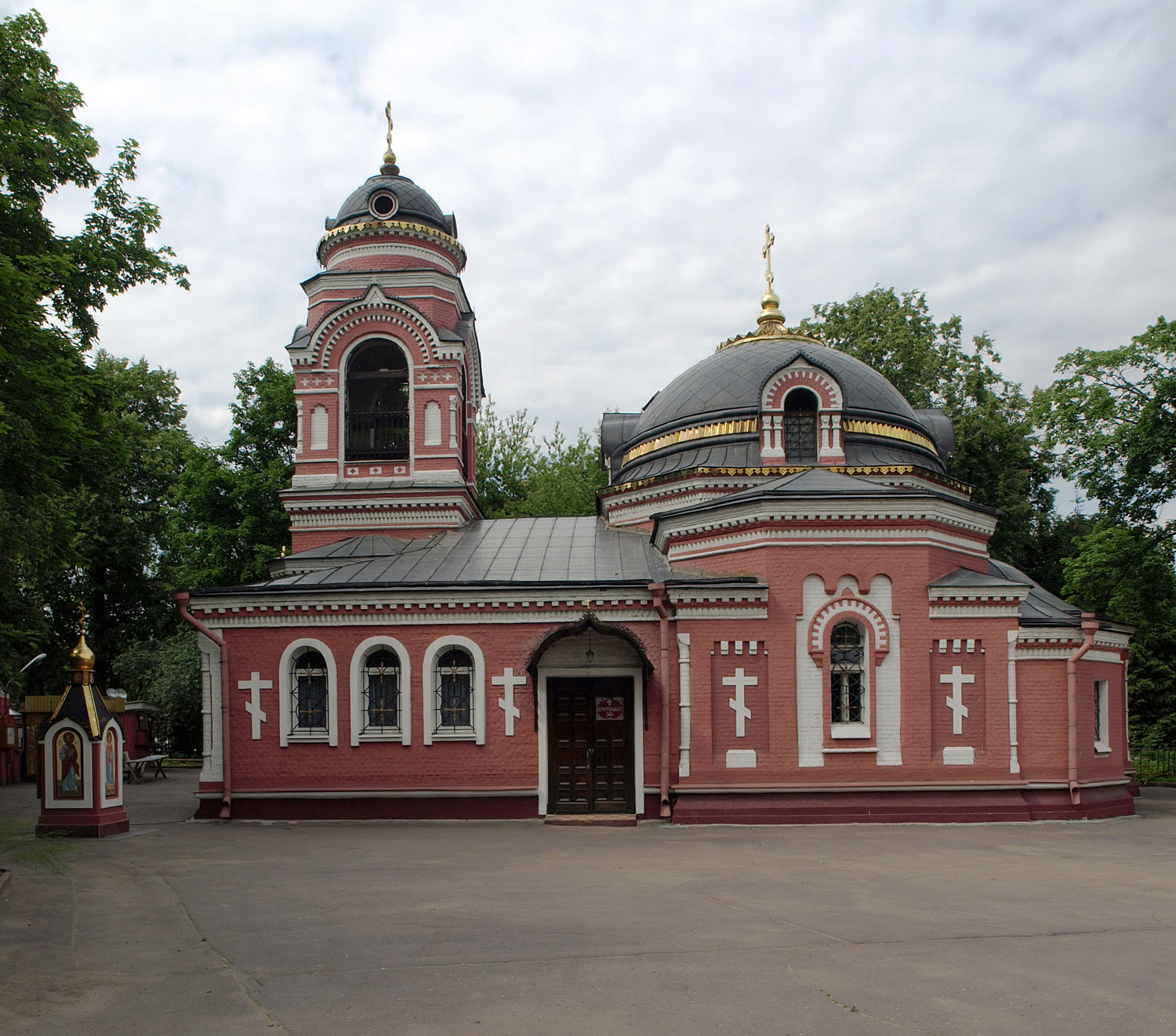
Храм иконы Божией Матери «Знамение» в Аксиньине
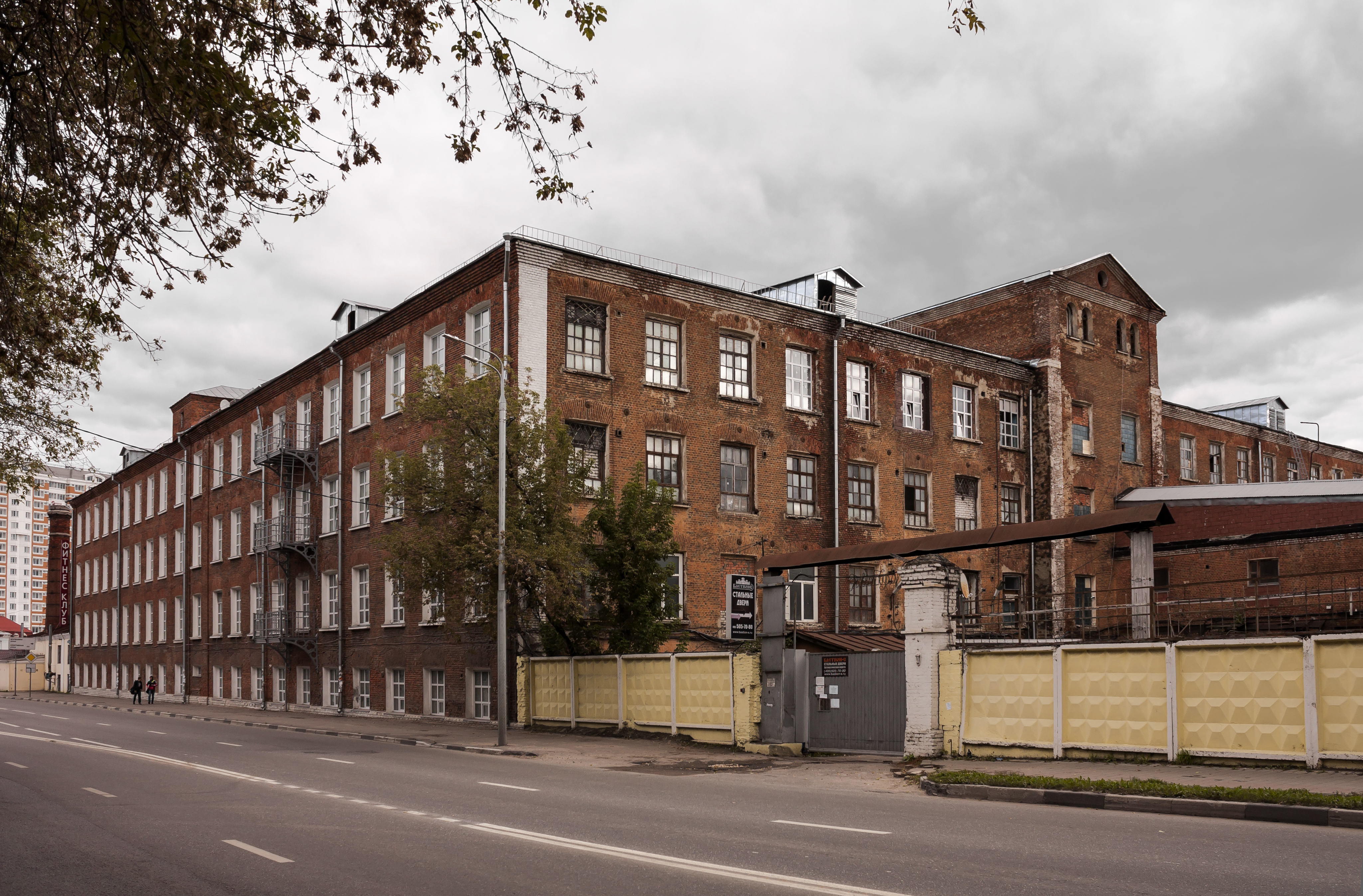
Балашихинская хлопкопрядильная фабрика номер 1

## Публикации
- Вейденбаум А. Школа с церковью // Зодчий. — 1872. — № 3. — С. 37—44.
- Вейденбаум А. Ледники // Зодчий. — 1872. — № 3. — С. 33—34.